# 청바지 (노래)
'청바지'는 2025년 발매된 부석순의 노래이다. 2025년 1월 8일에 발매되었으며 두 번째 싱글 앨범인 "TELEPARTY"의 리드 싱글로, 상업적으로 성공한 싱글  '파이팅 해야지' 이후 2년 만에 발매하는 곡이다. 곡은 부석순 멤버 3인과 세븐틴 멤버이자 프로듀서인 우지, 그리고 세븐틴과 자주 협업하는 아티스트인 범주가 함께 작곡했다.

## 배경
2024년 11월, 부석순이 새로운 음악을 준비하고 있다는 보도가 나왔으며, 이후 12월 27일 뮤직비디오 트레일러를 공개하며 컴백 사실을 알렸다.  1월 6일 전체 곡 목록이 공개되었으며, 다음날 멤버들이 교실에서 학생들에게 데님 청바지를 나눠주는 뮤직 비디오 티저가 공개되었다. 1월 8일 뮤직비디오와 동시에 발매되었다.

## 구성
노래는 세븐틴의 멤버인 우지, 범주, 호시, 도겸, 승관이 공동 작사했다. 우지와 범주가 작곡을 맡았으며, 범주와 빌딩오너가 편곡을 맡았다.  소속사는 스윙 재즈와 컨트리 기반 사운드를 가지고 있다고 설명했다. 악보상으로 D 장조로 작곡되었으며, 박자는 분당 110박자이다.
제목인 '청바지'는 옷인 청바지 외에도 술자리 건배사에서 쓰이던 "청춘은 바로 지금"의 줄임말이라는 이중적 의미를 가진다.

## 평론가 반응
| 전문가 평가 | 전문가 평가 |
| 평가 점수   | 평가 점수   |
| 출처        | 점수        |
| ----------- | ----------- |
| 이즘        | [ 8 ]       |
| 음악취향Y   | [ 9 ]       |

이즘의 임선희 평론가는 5점 만점에 2.5점을 주며 키워드에만 몰두하는 가사를 단점으로 꼽았지만 올드 스쿨 스타일로 진행되는 점과 "흥겨움을 전달하려는 진솔함이 돋보인다"고 평가했다. 음악취향Y에서 김성환 평론가는 '청바지'라는 단어의 긍정적 의미를 재치있게 잘 활용하고 있다고 평했으며, 이아림 평론가는 컨트리, 스윙 재즈 등 강렬한 요소들을 한데 묶어 적절히 중화해낸 것이 인상적이라고 평했으며, 산만하단 인상이 든다는 점을 단점으로 꼽았다.

## 차트
| 지역   | 날짜           | 형식                     | 레이블            | Ref.  |
| ------ | -------------- | ------------------------ | ----------------- | ----- |
| 전세계 | 2025년 1월 8일 | 디지털 다운로드 스트리밍 | 플레디스 YG플러스 | [ 4 ] |